# Molly Blixt Egelind
Molly Maria Blixt Egelind (* 20. November 1987 in Odense) ist eine dänische Schauspielerin.

## Leben
Molly Blixt Egelind ist die Tochter des Fotografen Björn Blixt (* 1951) und der Schauspielerin Søs Egelind. Sie wuchs gemeinsam mit einer Schwester in Odense auf.
Sie stand als 14-Jährige erstmals als Schauspielerin vor der Kamera. Bislang wirkte sie in mehr als 20 Film-und-Fernsehproduktionen mit, unter anderem in einer Neuverfilmung der Vater-hoch-vier-Filmreihe. Von 2011 bis 2015 absolvierte sie ihre Schauspielausbildung an der Den Danske Filmskole. Ihr Bühnendebüt als Darstellerin hatte sie im Jahr 2015 am Odense Teater. Seither ist sie auch als Theaterschauspielerin tätig und wirkte in mehreren Musicals mit. Zudem war sie in einigen Werbespots zu sehen.
Molly Blixt ist seit dem 21. August 2016 mit dem Schauspieler und Synchronsprecher Benjamin Hasselflug verheiratet. Das Paar hat zwei Töchter und lebt in Kopenhagen.

## Filmografie (Auswahl)
- 2002: Okay
- 2007: Fighter
- 2012: Love Is All You Need
- 2014: Zweite Chance (En chance til)
- 2016: Yes No Maybe
- 2017: Lyden af Mercur (Fernsehfilm)
- seit 2018: Die Schwesternschule (Sygeplejeskolen, Fernsehserie)
- 2019: The Himalayan Diaries